# Estadio Juan Ramón Loubriel
Das Estadio Juan Ramón Loubriel ist ein Fußballstadion in der puerto-ricanischen Stadt Bayamón. Die Fußball-Franchises Puerto Rico FC (North American Soccer League) und Bayamón FC (Puerto Rico Soccer League) empfangen derzeit im Stadion ihre Gegner zu den Spielen. Auf dem L-förmigen Tribünenbau stehen 22.000 Sitzplätze bereit. Von der Renovierung 2003 bis 2012 waren alle damals 12.500 Plätze überdacht.

## Geschichte
Die Spielstätte wurde 1974 ursprünglich als Baseballstadion errichtet. Das Baseballteam der Vaqueros de Bayamón trug bis zu ihrer Auflösung 2003 die Spiele im JRL aus. Da kein Nutzer für das Stadion vorhanden war; drohte der Anlage der Abriss. Im gleichen Jahr gründete sich der Fußballverein Puerto Rico Islanders; womit wieder eine Mannschaft in das Estadio Juan Ramón Loubriel einzog. Damit die Mannschaft ihre Spiele in der Sportstätte austragen konnte; wurde es umgebaut und renoviert.
Seit 2009 ist auch der Bayamón FC aus der puerto-ricanischen Fußballliga PRSL im Juan Ramón Loubriel beheimatet. Es ist darüber hinaus auch das Heimstadion der Puerto-ricanischen Fußballnationalmannschaft der Männer und Frauen.